# Сент-Нитс
Сент-Нитс (англ. St Neots) — город в районе Хантингдоншир графства Кембриджшир (Англия, Великобритания).

## География
Находится в 80 км (50 милях) к северу от Лондона и примерно в 29 км (18 милях) к западу от Кембриджа.

## История
Районы Эйнсбери, Итон Форд и Итон Сокон ранее были независимыми, но в настоящее время они части Сент-Нитса.

## Население
По оценкам, в Сент-Нитсе проживает 36 110 человек (прогноз населения на 2021 год) и он является одним из крупнейших городов Кембриджшира после Питерборо и Кембриджа.

## Известные уроженцы, жители
- Горам, Джордж Корнелиус (1787—1857) — британский англиканский религиозный деятель, викарий Церкви Англии.

## Транспорт
Город находится недалеко от дороги A1 (север-юг) и дорог A421 / A428, которые соединяют Кембридж с Бедфордом и Милтон-Кинсом.
В Сент-Нитсе есть железнодорожная станция на главной линии Восточного побережья, откуда обычно каждые полчаса отправляются поезда до Питерборо, Стивениджа и Лондона. Через город протекает река Грейт-Уз.